# Salawat (islam)

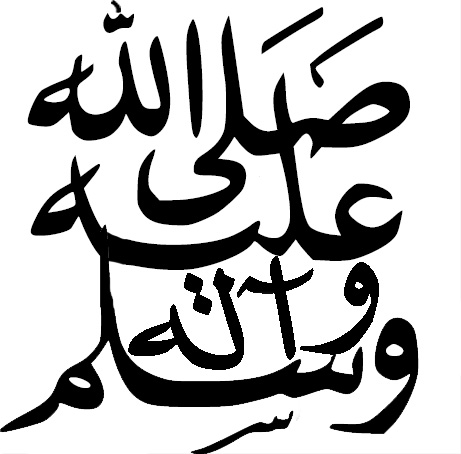
Kalligrafi på arabiska med texten "Guds välsignelser vare över honom och hans hushåll, och frid".

Salawat (arabiska: صَلَوَات, 'ṣalawāt') är ett ord som syftar på en speciell arabisk fras som innehåller hälsningar över den islamiske profeten Muhammed. Denna typ av fras sägs av muslimer i deras fem dagliga böner (under tashahhud) och även vanligtvis efter att profetens namn nämnts. I vers 33:56 i Koranen förekommer det en uppmaning om salawat.
Det har återberättats att profeten sagt: "Åberopa inte ofullständig salawat över mig!" Hans följeslagare frågade honom: "Vad är ofullständig salawat?" Han svarade dem: "När ni säger: 'O Allah, skicka välsignelser till Muhammad', och sedan stannar där. Säg snarare:
ٱللَّٰهُمَّ صَلِّ عَلَىٰ مُحَمَّدٍ وَعَلَىٰ آلِ مُحَمَّدٍ - 'O Allah! Skicka välsignelser till Muhammed och Muhammeds familj.'